# 秦開

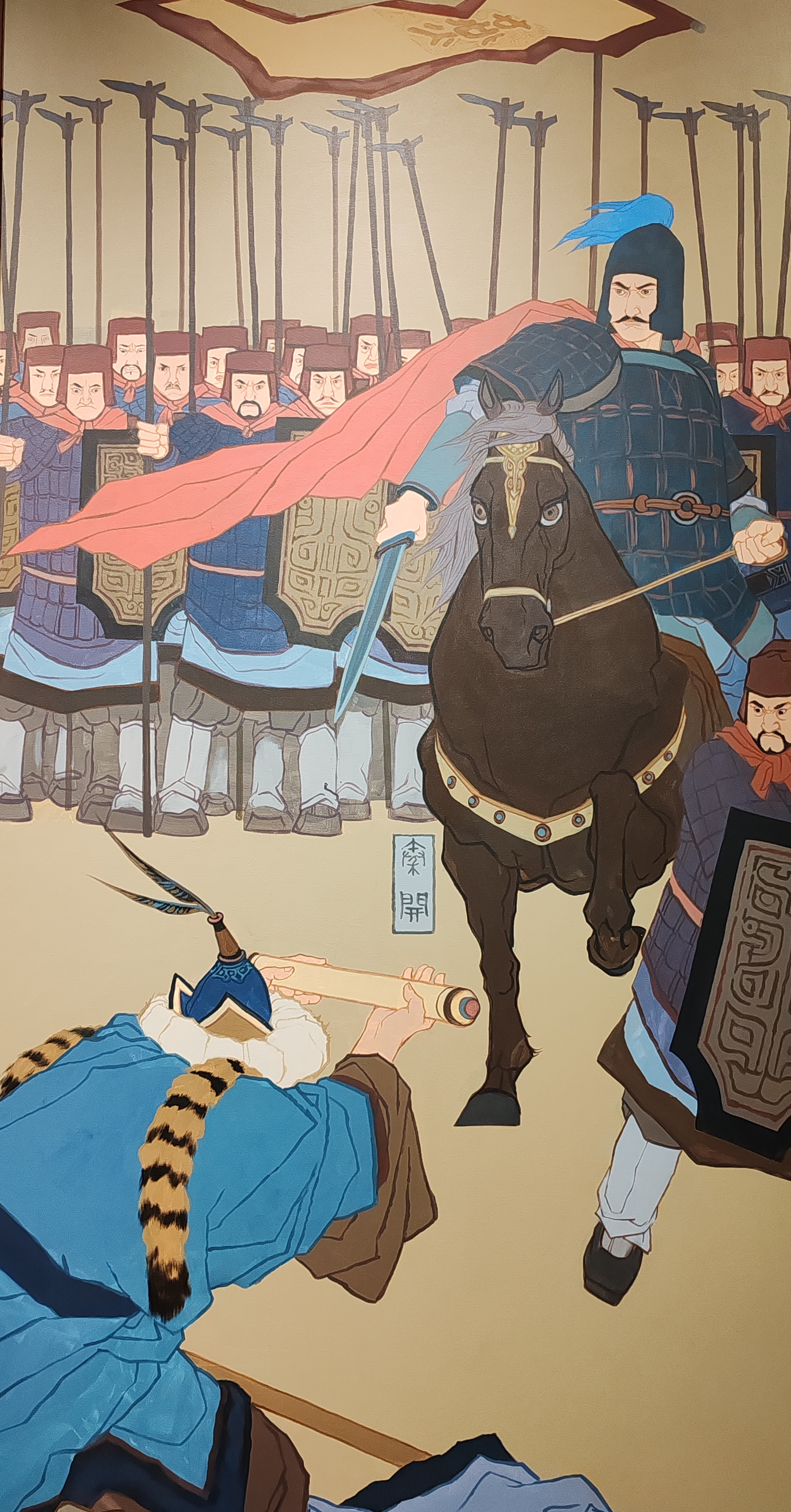
秦開

秦 開（しん かい、生没年不詳）は、中国戦国時代の燕の将軍。昭王（紀元前311-紀元前279）に仕えた。

## 生涯
東胡に人質として出されていたがその元で東胡の信頼を得、彼らの風俗や習慣をよく学んだ。燕で昭王が即位すると、東胡の元から脱出し燕に帰国した。
紀元前300年、将軍として東胡と戦いこれを大破。東胡の領域を北に千里退けた。
この後は遼水を渡り箕子朝鮮に侵攻し、満潘汗（現在の北朝鮮博川郡）に達しそこを境界とした（燕・古朝鮮戦争）。
秦開により現在の遼寧省の境が定められ、遼東半島に上谷郡・漁陽郡・右北平郡・遼西郡・遼東郡の5郡と燕の長城が造られた。その後の記録は不詳である。
中國文物局は、2000年に遼寧省葫芦島市建昌県西鹸廠郷東大杖子村の大凌河戦国墓地群を発掘し、出土した積石木槨墳に副葬された青銅短剣と燕製の陶器を秦開の時代の遺物であると認定した。
荊軻と共に燕太子丹の秦王政暗殺計画に加わった秦舞陽は、秦開の孫である。